# Gerold Becker
Gerold Ummo Becker (* 12. April 1936 in Stettin; † 7. Juli 2010 in Berlin) war ein deutscher Pädagoge und Pädokrimineller. Er war von 1972 bis 1985 Leiter der reformpädagogisch orientierten Odenwaldschule im Heppenheimer Stadtteil Ober-Hambach. Laut unabhängigem Abschlussbericht über die „sexuelle Ausbeutung von Schülern und Schülerinnen an der Odenwaldschule im Zeitraum 1960 bis 2010“ war er einer der vier Haupttäter.

## Leben und Wirken
Becker war das dritte von vier Kindern. Sein Vater war Heinz Becker, Privatdozent an der Christian-Albrechts-Universität zu Kiel im Bereich Landwirtschaftliche Betriebslehre und gebürtig aus Deichhof, Stadland im Wesermarschland. Seine Mutter war Frieda Elisabeth Strack, geboren 1901 in Bonn. Die Ehe der Eltern wurde am 7. Juni 1930 in Kiel geschlossen. Becker bestand 1955 am Domgymnasium in Verden sein Abitur mit „glänzenden Noten“. Er studierte zunächst einige Semester Architektur und wechselte zum Wintersemester 1957/58 zum Fach Evangelische Theologie an der Universität Göttingen. Als Theologiestudent engagierte er sich zeitweilig als Leiter einer kirchlichen Jugendgruppe und fiel dadurch auf, dass er ausgewählte Jungen aus anderen Gruppen der Kirchengemeinde in seine Gruppe holte, was bei einzelnen Eltern erstmals den Verdacht auf Missbrauchsvorgänge aufkommen ließ, aber ohne Konsequenzen für Becker blieb. Nach Aufenthalten in Berlin und Mainz kehrte Becker 1962 nach Göttingen zurück, wo er im selben Jahr das Erste Theologische Staatsexamen mit der Note befriedigend ablegte. Becker, der damals noch die Laufbahn eines evangelischen Pfarrers anstrebte, begann nach dem Examen 1962 ein Vikariat in Linz. Während seines Vikariats war er in der Krankenhausseelsorge tätig, spezialisierte sich aber auf die Kinderarbeit und gab bereits Religionsunterricht an einer Schule. In seinen öffentlichen Lebensläufen verschwieg Becker später seine Vikarzeit und Ordination 1963 in Österreich. Nach Beendigung des Vikariats kehrte Becker nicht in den Dienst der hannoverschen Landeskirche zurück, sondern nahm zum Sommersemester 1964 in Göttingen ein Zweitstudium der Pädagogik und Psychologie auf. Bis zum 28. Februar 1965 war er wissenschaftliche Hilfskraft und vom 1. März 1965 bis zum 28. Februar 1967 Assistent von Heinrich Roth am Pädagogischen Seminar der Universität, dessen geschäftsführender Direktor der Erziehungswissenschaftler Hartmut von Hentig war. Becker gelang es nicht, das Pädagogikstudium bzw. ein ambitioniertes Dissertationsvorhaben bei Heinrich Roth zu einem Abschluss zu führen. Schließlich brach er es 1969 zugunsten seiner Anstellung als Lehrkraft an der Odenwaldschule ab.
Becker war langjährig eng mit Hentig befreundet. Über die Art und Nähe ihres Verhältnisses wurde spekuliert, ohne dass es wirklich überprüfbare Aussagen gab. Der Erziehungswissenschaftler Jürgen Oelkers vermutet „eine lebenslange Abhängigkeit“, über die sich mehr kaum sagen lasse. Zu Beckers Lebzeiten sei einfach eine Paarbeziehung zwischen den Männern sichtbar geworden, da beide als homosexuell galten. Hentig widmete Becker sein Buch Die Schule neu denken (1993). Im dritten Band seiner Memoiren berichtet Hentig 2016, Becker sei die Liebesbeziehung mit ihm zwecks Überwindung seiner Pädosexualität eingegangen:

„Gerold hat mich gesucht, um sich aus der Abhängigkeit von den Jungen zu lösen. Seine Liebe zu mir – ich glaube fest, dass es Liebe war – sollte ihn von den eigenen Abgründen retten. Sie hat es nicht.“

Ohne eine Lehramtsausbildung absolviert zu haben und ohne ein Examen als Lehrer unterrichtete Becker von 1969 bis 1985 an der Odenwaldschule, hauptsächlich in den Fächern Religion und Psychologie; zunächst als Oberstufenkoordinator, seit 1972 als Schulleiter.
1978 war Becker bei der Verleihung des Friedenspreises des Deutschen Buchhandels einer der beiden Laudatoren für die Preisträgerin Astrid Lindgren. Während Becker in seiner Rede unvermittelt betonte, wie „lebensentscheidend“ es für einen „aufwachsenden“ Menschen sei, „sich mit seiner Triebwelt [zu] befreunden“, „wenn sein Ich  nicht durch die Angriffe aus dem Hinterhalt des Verdrängten ständig gefährdet sein soll“, ist die Dankesrede Astrid Lindgrens ein vehementes Plädoyer für eine gewaltfreie Erziehung des Kindes.
Becker arbeitete im erziehungswissenschaftlichen Bereich u. a. im Arbeitskreis Praktisches Lernen, einem Kooperationsprojekt der Universität Jena und der Robert Bosch Stiftung, mit. Unter anderem war er langjähriger Berater der Helene-Lange-Schule in Wiesbaden unter Leitung von Enja Riegel und Referent für Vorträge und Workshops für reformpädagogische Schulen.
Nach der unter ungeklärten Umständen erfolgten Beendigung seiner Tätigkeit als Schulleiter der Odenwaldschule 1985 war er nach einer Phase der Arbeitslosigkeit ab September 1986 für ein Jahr an der privaten Universität Witten/Herdecke tätig; er sollte dort die Lehrerbildung aufbauen und Drittmittel einwerben, scheiterte allerdings mit beidem. Am 1. November 1987 wurde er Vorstandsvorsitzender der Vereinigung Deutscher Landerziehungsheime; 1999 trat er nach den ersten Vorwürfen sexuellen Missbrauchs von diesem Amt zurück. Außerdem war er von 1986 bis 1999 geschäftsführender Redakteur, seit 2002 Mitherausgeber der Vierteljahreszeitschrift für Erziehung und Gesellschaft Neue Sammlung.
Seit 1992 arbeitete Becker als wissenschaftlicher Mitarbeiter am Hessischen Institut für Bildungsplanung und Schulentwicklung (HIBS) in Wiesbaden, begleitete einzelne Schulen, hielt Vorträge und organisierte Konferenzen und Tagungen.
In dieser Zeit war er auch wieder verstärkt für die Evangelische Kirche in Deutschland (EKD) tätig. So gehörte er von 1993 bis 1997 zum Präsidium des Evangelischen Kirchentages. Von 1991 bis 1997 war er Teil der Kammer für Bildung und Erziehung der EKD und 1994 Mitglied des Vorbereitungsausschusses der EKD-Synode „Aufwachsen in schwieriger Zeit – Kinder in Gemeinde und Gesellschaft“.
Einer 2024 veröffentlichten Studie des Historikers Uwe Kaminsky zufolge gehörten Gerold Becker, Hartmut von Hentig, der seit 1988 dem Präsidium des Evangelischen Kirchentags angehörte, und nicht zuletzt der pädosexuellenfreundliche Helmut Kentler mit ihrer „betont liberalen und reformfreudigen Pädagogik zu jenem elitären Netzwerk aus Protestanten“, die in der EKD eine Plattform gefunden hatten und sich als Bildungsexperten etablieren konnten, und für die Ralf Dahrendorf das Etikett protestantische Mafia geprägt hatte.
Seit 1994 lebte Becker in Berlin. Er starb am 7. Juli 2010 im Alter von 74 Jahren an einem Lungenleiden.

## Positionen
Besonders die Reformpädagogik von Hermann Lietz prägte Gerold Beckers pädagogische Haltung. Becker warb für ein neues Verständnis von Schule. Bei seinen Vorstellungen einer „idealen Schule“ wurde er maßgeblich von den Ideen Hartmut von Hentigs beeinflusst. Nach außen vertrat er ein Konzept des selbstverantwortlichen Lernens und weitgehend herrschaftsfreier Strukturen an Schulen. Dazu gehörte seiner Meinung nach ein anderes Verständnis der Lehrer-Schüler-Beziehung, als es an staatlichen Schulen praktiziert wird. In einem Vortrag auf der 10. internationalen Wagenschein-Tagung 1996 an der Universität Göttingen unter der Überschrift Die andere Rolle des Lehrers ging Becker darauf ein:

„Aber immerhin: in fast allen Landerziehungsheimen war den Lehrern eine andere Rolle als die des nur Unterrichtenden angesonnen: sie sollten ‚erziehen‘ und sich dabei (dies hatte nun gerade Lietz immer wieder betont) als ‚Kameraden und Freunde‘ ihrer Zöglinge fühlen und benehmen – eine unerhörte Veränderung gegenüber der Vorstellung des vor allem Disziplin haltenden, strengen und gerechten Lehrers der ‚normalen‘ staatlichen Schule, bei dem jede Art von menschlicher Nähe sich sozusagen von selbst verbot, weil sie seine ‚Objektivität‘ zu beeinträchtigen geeignet war.“

## Sexueller Missbrauch
Laut Presseberichten erhielt der damalige Direktor des Max-Planck-Instituts für Bildungsforschung, Hellmut Becker, bereits 1970 von seinem Patensohn die Mitteilung, dass Gerold Becker ihn missbraucht habe. Hellmut Becker, der die Anstellung des – nicht mit ihm verwandten – Gerold Becker an der Odenwaldschule empfohlen und in die Wege geleitet hatte, habe daraufhin Gerold Becker in einem Gespräch vorgeschlagen, sich einer Therapie zu unterziehen, was dieser aber abgelehnt habe. Anlässlich des 80. Geburtstags von Hellmut Becker gab Gerold Becker 1993 ein Buch mit dem Titel Lust und Last der Aufklärung zu Ehren Hellmut Beckers heraus.
1998 gab es nach Angaben der Odenwaldschule erste Vorwürfe wegen sexuellen Missbrauchs gegen den ehemaligen Schulleiter Becker. Zwei betroffene frühere Schüler, Andreas Huckele und „Thorsten Wiest“ (Pseudonym), hatten sich brieflich an den damaligen Schulleiter Wolfgang Harder sowie an 26 weitere Lehrer gewandt, nachdem Becker bei einem Treffen der „Altschüler“ aufgetaucht war und bekannt geworden war, dass er Anfang des Jahres 1998 für mehrere Monate als Ersatzlehrer wieder an der Schule unterrichtet hatte. Huckele und Wiest wiesen Harder nachdrücklich auf Beckers sexuelle Übergriffe während ihrer Schulzeit in den 1980er Jahren hin und baten um eine Stellungnahme. Die Schulleitung ließ mitteilen, dass Gerold Becker „gegenüber dem Vorstand den Aussagen der Betroffenen nicht widersprochen und seine Funktionen und Aufgaben im Trägerverein und im Förderkreis der Odenwaldschule niedergelegt“ habe. 1999 erschien in der Frankfurter Rundschau ein Artikel über diese Vorwürfe, der aber ohne größere Resonanz blieb und wiederum nur zu einer internen Aussprache in der Odenwaldschule führte. Staatsanwaltschaftliche Ermittlungen wurden zwar aufgenommen, wegen Verjährung aber alsbald wieder eingestellt.
Becker war noch von 2001 bis 2009 Mitherausgeber der Friedrich-Jahreshefte und der im selben Verlag erscheinenden Zeitschriftenreihe Schüler; für das Schüler-Heft 2002 zum Thema „Körper“ schrieb er im Editorial:
„Schule hat die Körper von Kindern und Jugendlichen lange missachtet. Der Geist sollte geschult werden. Reformpädagogen haben dem Kinderkörper zu mehr pädagogischer Beachtung verholfen.“
In einem weiteren Artikel der Frankfurter Rundschau im Schuljubiläumsjahr 2010 warfen ehemalige Schüler Becker vor, reformpädagogische Ansätze für seine pädophilen Neigungen missbraucht zu haben und diese mit pseudo-pädagogischen Thesen zu verschleiern. Die damalige Leiterin der Odenwaldschule, Margarita Kaufmann, bestätigte die Existenz der Vorwürfe und sagte unter anderem, ein Schüler sei von Becker mutmaßlich „bis zu 400-mal missbraucht“ worden. Nach Angaben von Kaufmann diskreditierte Becker systematisch Missbrauchsopfer, die sich ihm entzogen, bzw. Zeugen, die Hilfe suchten und die Vorfälle publik machen wollten.
Die Schriftstellerin Amelie Fried, Schülerin der Odenwaldschule von 1969 bis 1975, forderte im März 2010 in einem Gastbeitrag in der FAZ von Becker eine persönliche Entschuldigung bei den Opfern.
Becker bat kurz darauf in einem Brief an die Odenwaldschule seine Opfer sowie alle Personen und Institutionen, mit denen er zusammengearbeitet hatte, um Entschuldigung und erneuerte ein nach den Vorwürfen 1998 geäußertes Gesprächsangebot:

„Schüler, die ich in den Jahren, in denen ich Mitarbeiter und Leiter der Odenwaldschule war, durch Annäherungsversuche oder Handlungen sexuell bedrängt oder verletzt habe, sollen wissen: Das bedauere ich zutiefst und ich bitte sie dafür um Entschuldigung. Diese Bitte bezieht sich ausdrücklich auch auf alle Wirkungen, die den Betroffenen erst später bewusst geworden sind.“

Der damalige taz-Autor Christian Füller forderte „ein öffentliches Tribunal“ angesichts der Tatsache, dass Becker und seine Mittäter rechtlich nicht mehr belangt werden könnten, da die Verbrechen verjährt seien. Die Odenwaldschule insgesamt müsse sich ändern und auch die dortige Reformpädagogik brauche einen „öffentlichen Prozess“. Der Zeit-Redakteur Reinhard Kahl schrieb: „Gerold Becker (…) hat sich inzwischen bei den Opfern entschuldigt, allerdings in einer Form, die an die Verspätungsdurchsagen der Bahn erinnert. Nichts von Selbstreflexion. Auf die Vorwürfe, die bereits 1998 erhoben wurden, war er zuvor nicht eingegangen, und die Fragen seiner Freunde und Bekannten hatte er mit der Gegenfrage pariert: ‚Traust du mir das zu?‘ Auch zu dieser Übertragung der Beschämung auf die Fragenden bisher kein Wort.“ Wegen Verjährung wurde keine Anklage gegen Becker erhoben.
Im Frühjahr 2010 beauftragte die Odenwaldschule die Wiesbadener Rechtsanwältin Claudia Burgsmüller und die ehemalige Präsidentin des Oberlandesgerichts Frankfurt am Main Brigitte Tilmann mit der Untersuchung der Missbrauchsfälle. Der 35-seitige Abschlussbericht wurde am 17. Dezember 2010 vorgelegt und nennt mindestens 132 Schüler zwischen 1965 und 1998 als Opfer von Übergriffen durch Lehrer. Gerold Becker wird in dem Bericht als einer von vier „Haupttätern“ bezeichnet. Ihm werden 86 männliche Opfer zwischen 12 und 15 Jahren zugerechnet. Er müsse sich als „Pädophiler in einem permanenten sexuellen Erregungszustand“ befunden haben.
Laut einer im Jahr 2019 veröffentlichten Studie der Universität Rostock über das System der sexualisierten Gewalt gegenüber Kindern an der Odenwaldschule missbrauchte Becker allein mindestens 200 Schüler.

## Zitat
In seinem Vortrag Zur „Professionalität“ des Lehrers heute, den Becker bei einer von der Odenwaldschule und der Konrad-Adenauer-Stiftung veranstalteten Tagung 1995 in der Pädagogischen Hochschule Heidelberg hielt, resümierte er über seine Zeit an der Odenwaldschule:

„Der Odenwaldschule verdanke ich in diesen sechzehn Jahren pädagogische Erfahrungen von einer Intensität, wie ich sie vermutlich nirgendwo anders hätte erleben können. Ich habe in der Odenwaldschule – als Pädagoge, aber einfach auch nur als Mensch – so herausgefordert und gleichzeitig so beglückt gelebt wie vorher nur selten und auch seitdem immer wieder nur stunden- oder tageweise. An der Odenwaldschule war diese pädagogische Intensität (fast) ein Dauerzustand.“

## Schriften
- Soziales Lernen als Problem der Schule. Zur Frage der Internatserziehung. In: Walter Schäfer / Wolfgang Edelstein / Gerold Becker: Probleme der Schule im gesellschaftlichen Wandel. Das Beispiel Odenwaldschule. Suhrkamp, Frankfurt a. M. 1971, S. 95–148
- Schulleitergeschichten. In: Gerold Becker, Jürgen Zimmer (Hrsg.): Lust und Last der Aufklärung. Ein Buch zum 80. Geburtstag von Hellmut Becker, Beltz, Weinheim 1993, ISBN 3-407-83130-7
- Arbeitsgemeinschaft Freier Schulen (Hrsg.): Handbuch Freie Schulen. Pädagogische Positionen, Träger, Schulformen und Schulen im Überblick. Rowohlt, Reinbek bei Hamburg 1993. Beitrag von Gerold Becker S. 231–269
- Frithjof Hager, Gerold Becker, Jürgen Zimmer (Hrsg.): Bildung Macht Verantwortung. Welche Zukunft für die Bundesrepublik? Reclam, Leipzig 1994, ISBN 3-379-01504-0
- Die Quadratur des Kreises? Oder: Zur „Professionalität“ des Lehrers heute. In: Helmut Arndt / Henner Müller-Holtz (Hrsg.): Schulerfahrungen – Lebenserfahrungen. Anspruch und Wirklichkeit von Bildung und Erziehung heute. Reformpädagogik auf dem Prüfstand. Peter Lang, Frankfurt 1995. 2. unveränderte Auflage 1996, S. 39–60, ISBN  3-631-30622-9
- Gerold Becker / Arnulf Kunze / Enja Riegel / Hajo Weber: Die Helene-Lange-Schule Wiesbaden. Das andere Lernen – Entwurf und Wirklichkeit. Bergmann + Helbig, Rotherbaum-Hamburg 1997, ISBN 3-925836-37-3
- Johannes Bilstein, Gerold Becker, Eckart Liebau (Hrsg.): Räume bilden. Friedrich, Seelze 1997
- Körper. Friedrich, Seelze 2002. Mit einem Vorwort von Gerold Becker
- Gerold Becker, Annemarie von der Groeben (Hrsg.): Ordnung und Unordnung. Ein Buch für Hartmut von Hentig zu seinem 80. Geburtstag. Beltz & Gelberg, Weinheim 2005, ISBN 3-407-25406-7
- Gerold Becker, Hellmut Becker, H.v.Hentig u. a. Hrsg. von Neue Sammlung.

## Filme
- Geschlossene Gesellschaft. Regie: Luzia Schmid & Regina Schilling; Kamera: Johann Feindt, Hajo Schomerus, Jörg Adams; Schnitt: Barbara Gies. Eine Produktion von zero one film im Auftrag des SWR und des HR 2011, 90 min.[41] Der Film ist online abrufbar unter www.youtube.com.
- Die Auserwählten, fiktives Drama[42] gesendet am 1. Oktober 2014 auf ARD. Regie: Christoph Röhl, 2014.[43]